# ナディアパーク
ナディアパーク（アルファベット表記：NADYA PARK）は、愛知県名古屋市中区にある複合型商業施設である。

## 特色
世界デザイン博覧会に関連して発表された「デザイン都市宣言」に盛り込まれた国際デザインセンター事業として、名古屋市立中央高等学校の跡地を利用し、民間主導で再開発された商業施設。通称：ナディアパーク。地上12階、地下4階、高さ70mのデザインセンタービルと地上23階、地下4階、高さ108mのビジネスセンタービルで構成されている。キーテナントは名鉄グループが押さえ、ロフトのフランチャイズであるロフト名古屋が出店していたが、2023年6月末をもって閉店した。また、衣料・雑貨・インテリアなど21の専門店からなるショッピングゾーン「クレアーレ」がある。
建築物として1996年（平成8年）度照明普及賞、1997年（平成9年）度名古屋市都市景観賞、第29回中部建築賞、1997年（平成9年）度優良消防防災システム消防庁長官賞、第5回愛知まちなみ建築賞、1998年 第39回BCS賞など数多くの賞を受賞している。

## 名称の由来
名称は、「Nagoya」（名古屋）と「Design」（デザイン）、「Youth」（若さ）、「Amusement」（楽しさ）、「Park」（人が集まり、楽しい場所）の頭文字を合わせて作った合成語。

## 施設
2階部分にはデザインセンタービルとビジネスセンタービルを結ぶアトリウムがある。メインエントランスとなっておりイベントスペースとしても利用される。
B2F - B4Fは駐車場で収容台数は440台。

### デザインセンタービル
地上12階、地下4階、高さ70m。名古屋市青少年文化センターと国際デザインセンターが入居する。

#### 7F - 12F
名古屋市青少年文化センター（アートピア）
- 鑑賞･発表の場（アートピア・ホール）（11F - 12F）
- 創造･育成の場（7F - 9F）
- 文化情報ひろば ・7th caffe（7F）
- 公益財団法人名古屋市文化振興事業団・チケットガイド（8F）

#### B1F - 7F
国際デザインセンター
- デザインラボ（7F）
  - 株式会社ラ・カーサ・ラボ（3号室）
  - 株式会社ウェイストボックス（4号室）
  - 株式会社アミティー（5号室）
  - 株式会社アークスジャパン（7号室）
  - 株式会社フロンティアコンサルティング名古屋支社（8号室）
  - 有限会社ARS（9号室）
  - 株式会社ライカアート（11号室）

- デザインライブラリー・セミナールーム等貸室（6F）
  - 株式会社国際デザインセンター
  - 名古屋市市民活動推進センター
  - 公益財団法人名古屋都市産業振興公社 産業育成課
  - ナゴヤファッション協会

- コレクションギャラリー・デザインギャラリー・クリエイターズショップ・ループ（4F）
- デザインホール（3F）

#### 4F
NAGOYA INNOVATOR'S GARAGE
一般社団法人中部圏イノベーション推進機構が運営するイノベーション拠点。2019年（令和3年）7月8日開設。

#### B1F - 4F
クレアーレ（ショッピングエリア）

### ビジネスセンタービル
地上23階、地下4階、高さ108m。商業施設やオフィスが入居する。

#### 9F - 23F
オフィステナント
- 日通システム株式会社
- ネット・カンファレンス株式会社
- 日通システムソリューション株式会社
- アデコ株式会社
- 株式会社IHI原動機
- 株式会社愛知不動産鑑定所
- 株式会社リクスト
- ELSJapan名古屋ランゲージセンター
- 三優監査法人
- 株式会社CPコスメティクス
- 株式会社ジュン
- 株式会社スリーエス
- 株式会社誠心
- 医療法人ナディアパークデンタルセンター
- 日本オラクル株式会社
- 日本管財株式会社
- 日本セーフティー株式会社
- パーソルR&D株式会社
- 株式会社パソナエンパワー
- 株式会社イーエムアイ
- PTCジャパン株式会社
- 株式会社マックコンサルタンツ
- 三菱電機ビルテクノサービス株式会社
- メディカル ラボ
- 薬学ゼミナール 名古屋教室
- 株式会社ネオライフプランニング、ネオライフモーゲージ株式会社
- 株式会社ウィルオブ・ワーク（名古屋支店）

#### 8F
レストラン・デンタルセンター

#### 6F
名古屋市子ども・子育て支援センター 758キッズステーション

#### B1F - 5F
Alpen NAGOYA
閉店したロフト名古屋の跡地に開店した、アルペンの旗艦店。
B1Fは「GOLF5」、1F - 3Fは「スポーツデポ」、4F・5Fは「アルペンアウトドアーズ」で構成されている。

## アクセス
- 名古屋市営地下鉄名城線「矢場町駅」より徒歩で約5分。
- 名古屋市営地下鉄東山線「栄駅」より徒歩で約7分。

## 周辺
- 名古屋パルコ
- 松坂屋名古屋店
- 矢場町駅
- 矢場公園